# Горан Маркович
Го́ран Ма́ркович (серб. Горан Марковић; 24 серпня 1946, Белград, Югославія) — сербський кінорежисер, актор, продюсер, сценарист.

## Доробок
9-15 грудня 2010 в київському кінотеатрі «Київ» пройшов фестиваль його фільмів. На фестивалі демонструвалися фільми:
- «Центр збору» / серб. Sabirni centar, Сербія, 1989, 98 хв., Жанр: комедія, фентезі, Гран-Прі на фестивалі в Валенсії, «Золота арена» в Пулі за найкращий фільм
- «Тіто і я» / серб. Tito i ja, Сербія, 1992, 96 хв., Жанр: комедія, Найкраща режисура — Сан-Себастьян
- «Бурлескна трагедія» / серб. Urnebesna tragedija, Сербія, 1995, 95 хв., Жанр: трагікомедія, Монреаль — приз за найкращу режисуру
- «Дежа Вю» / серб. Већ виђено, Сербія, 1987, 110 хв., Жанр: трилер, драма, «Золота Арена», Пула — найкращий фільм, найкраща режисура
- «Турне» / серб. Turneja, Сербія, Боснія та Герцеговина, 2008, 105 хв., Найкращий фільм Першого Київського МКФ
- «Спеціальне виховання» / серб. Специјално васпитање, Сербія, 1977, 110 хв., Жанр: драма, Приз ФІПРЕССІ, приз католицького журі — Пула
- «Кордон» / серб. Cordon, Сербія, 2002, 85 хв., Жанр: драма, Grand Prix des Ameriques — Всесвітній кінофестиваль у Монреалі.